# Dracunculíase
Dracunculíase ou dracunculose (do latim,  dracuncùlus: 'pequeno dragão ou peixe venenoso'), também chamada doença do verme-da-guiné (DVG), é uma infecção causada pelo verme-da-guiné. A pessoa é infectada ao ingerir água contendo pequenos copépodes da ordem Cladocera (pulgas-d’água) infestados por larvas do verme-da-guiné. Na fase inicial da infecção não há sintomas aparentes. Cerca de um ano após a infecção, a pessoa apresenta uma dolorosa sensação de queimação quando a fêmea do verme forma uma bolha na pele, geralmente nos membros inferiores. Semanas mais tarde, o verme então rompe o tecido cutâneo e surge através da pele. Nesse estágio a pessoa poderá apresentar dificuldades para caminhar e trabalhar. É bastante incomum a morte em decorrência da doença.
O homem é o único animal conhecido que pode ser infectado pelo verme-da-guiné. Porém, alguns animais são conhecidos por serem reservatórios do verme, isto é, sustentam populações em seus corpos, mas não desenvolvem a doença. O verme mede cerca de um ou dois milímetros de largura, e a fêmea adulta pode alcançar de 60 a 100 centímetros de comprimento (os machos são consideravelmente menores). Fora do organismo humano, os ovos podem sobreviver por até três semanas. Eles devem ser ingeridos pelas pulgas-d’água antes desse prazo. A larva pode sobreviver até quatro meses no interior das pulgas-d’água. Dessa forma, a doença deve ocorrer a cada ano em humanos situados em determinada área afetada. O diagnóstico normalmente pode ser feito baseado nos sinais e sintomas da doença.
A prevenção exige o diagnóstico ainda na fase inicial da doença, e em seguida, evitar o contato das feridas das pessoas infectadas com a água potável. Outros esforços incluem a ampliação do acesso à água limpa, e também a filtração da água quando ela não está limpa. A filtragem por tecido normalmente é suficiente para eliminar o risco de proliferação. A água potável contaminada também pode ser tratada com o composto químico temefós para exterminar as larvas. Não existe medicação ou vacina contra a doença. O verme pode ser removido ao longo de algumas semanas, enrolando-o lentamente ao redor de uma vareta. As úlceras formadas pelo verme emergente podem sofrer infecções bacterianas. A dor pode continuar durante meses após a retirada do verme.
Em 2013 havia 148 casos reportados da doença. É uma considerável diminuição em comparação com os 3,5 milhões no ano de 1986. Ela ainda persiste em quatro países na África, enquanto na década de 1980 eram vinte os países afetados. O país com maior número de casos é o Sudão do Sul. Esta provavelmente será a primeira doença parasitária a ser erradicada. A doença do verme-da-guiné é conhecida desde a antiguidade. Ela é mencionada pelos egípcios no Ebers Papyrus, de 1550 a.C. O nome dracunculíase é derivado do termo em Latim "doença do pequeno dragão", enquanto o nome "verme-da-guiné" surgiu após os europeus identificarem a doença na Guiné, país localizado na costa da África ocidental, no século XVII. Uma espécie similar ao verme-da-guiné causa a doença em outros animais. Aparentemente, esta outra espécie não afeta os seres humanos. Ela é classificada como uma doença tropical negligenciada.

## Causa
A doença se instala depois que o indivíduo ingere água contaminada com copépodes infestados por larvas do verme-da-guiné.  As larvas liberadas dentro do organismo migram através das paredes dos intestinos e se desenvolvem em vermes adultos. Aproximadamente um ano depois, as fêmeas movem-se  através do tecido subcutâneo, causando uma sensação desagradável de queimadura.

## Sinais e sintomas
Os sintomas incluem, além de febre, náusea e vômitos, intenso prurido cutâneo (sobretudo nos membros inferiores) e bolhas  que depois se transformam em dolorosas  feridas ulcerosas.
Aproximadamente um ano depois da infeção inicial, as fêmeas movem-se  através do tecido subcutâneo, causando uma sensação dolorosa de queimadura; que produz-se um edema, uma bolha e finalmente uma úlcera, geralmente nos pés, acompanhada de febre, náusea e vômitos. Em contato com água, as fêmeas  descarregam larvas, realimentando o ciclo de vida. Não há drogas para combater a dracunculíase. Entretanto, a doença pode ser evitada através do adequado tratamento da água a ser consumida pela população.

## Epidemiologia
Em 1986 era prevalente em 20 países da Ásia e da África e contavam-se 3,5 milhões de casos, mas com a campanha de erradicação da OMS em 2013 a doença só era encontrada normalmente no Sudão do Sul com cerca de 500 casos. Em 2015 foi anunciado que a doença poderá ser a segunda na história da Humanidade a ser erradicada após a varíola: de facto, em 2014 havia apenas 126 casos conhecidos, contra os cerca de 3 500 000 em 1986. Porém, foi descoberto que alguns animais, especialmente cães, funcionam como reservatório do nematóide, fato que dificulta muito a eliminação total, já que as reinfecções são possíveis.

## Tratamento

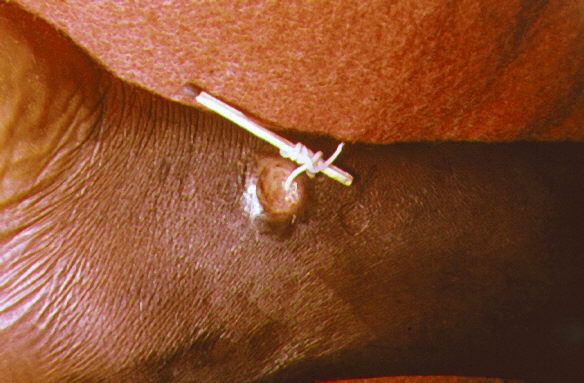
Extração do verme-da-guiné.

O tratamento é quase o mesmo desde o Antigo Egito 1550 a.C. Coloca-se a parte afetada, geralmente pés ou pernas, em água e faz-se uma massagem no local durante horas até que se possa extrair o verme e as larvas. Depois se passa antibiótico ao local e uma pomada cicatrizante. A água deve ser descartada longe de fontes de água potável para evitar novas infeções.